# Hermann Otto Reimarus

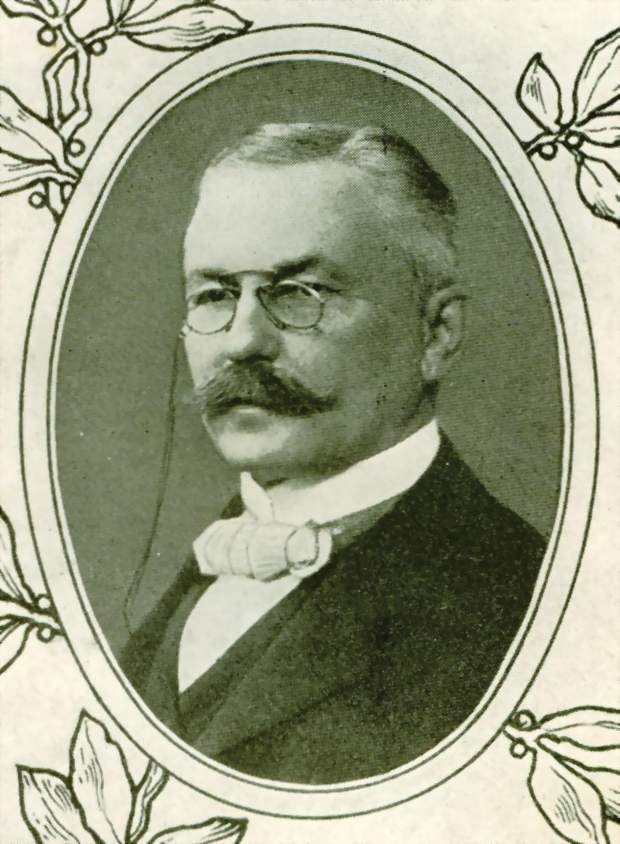
Hermann Otto Reimarus

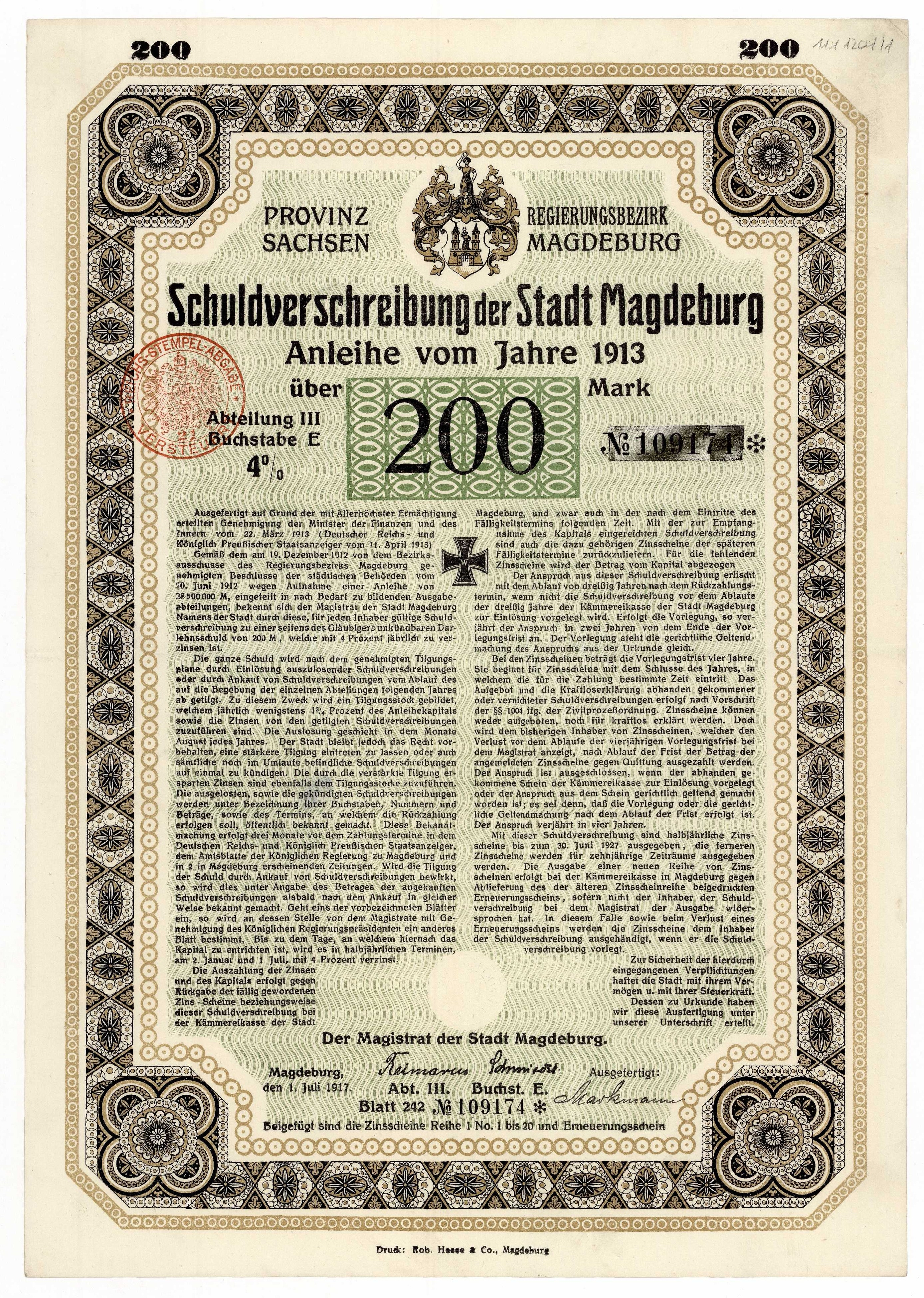
Anleihe über 200 Mark der Stadt Magdeburg vom 1. Juli 1917, signiert von OB Reimarus

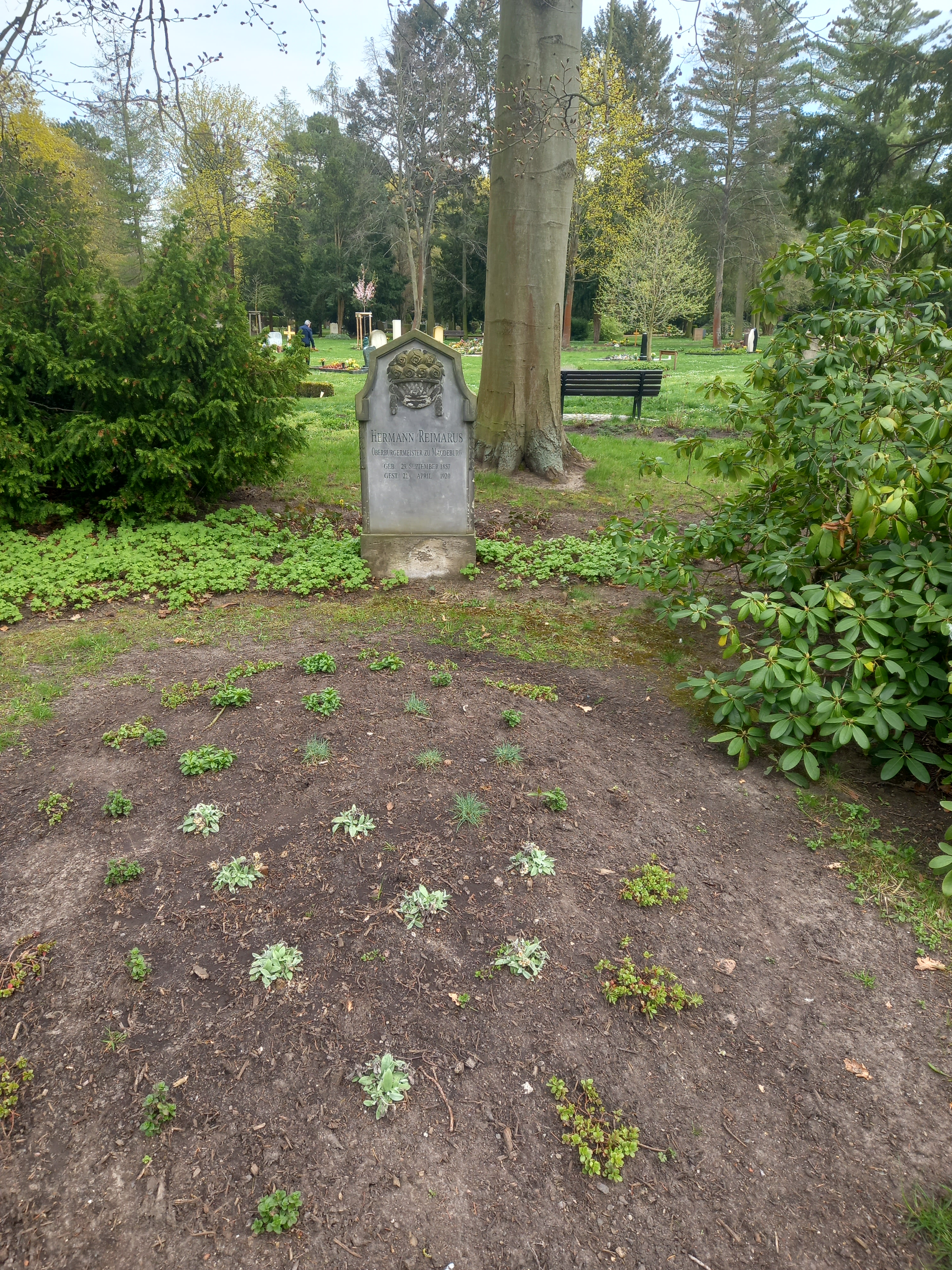
Das Grab von Hermann Otto Reimarus auf dem Westfriedhof (Magdeburg)

Hermann Otto Reimarus (* 29. September 1857 in Stettin; † 21. April 1920 in Magdeburg) war ein deutscher Politiker und Oberbürgermeister der Stadt Magdeburg.

## Leben
Reimarus wurde als Sohn eines Kaufmanns geboren. Zwischen 1876 und 1879 studierte er Rechtswissenschaften in Leipzig, Tübingen und Greifswald. 1876 wurde er Mitglied der Leipziger Burschenschaft Germania. Nach Beendigung seines Referendariats ging Reimarus 1886 nach Magdeburg und wurde dort zum besoldeten Stadtrat gewählt. Aufgabenschwerpunkt waren die städtischen Parkanlagen.
Anfang des Jahres 1907 wurde ihm die Funktion des Bürgermeisters übertragen. Der damalige Oberbürgermeister August Lentze wurde dann jedoch 1910 in die preußische Regierung berufen. Der als bescheiden aber auch verschlossen und kontaktarm beschriebene Reimarus wurde dann, nach einigem Zögern der Stadtverordneten, von der Stadtverordnetenversammlung zum neuen Oberbürgermeister gewählt.
In seine Amtszeit fiel die 1910 durchgeführte Eingemeindung der Magdeburg umgebenden Orte Cracau, Fermersleben, Lemsdorf, Prester, Salbke und Westerhüsen. Die bereits unter seinen Amtsvorgängern eingeleitete schnelle Entwicklung Magdeburgs zur industriellen Großstadt, inklusive räumlicher und baulicher Ausdehnung, wurde von ihm fortgesetzt. Städtische Einrichtungen wurden modernisiert, in Rothensee entstand ein Rangierbahnhof und an der Elbe wurde ein neues Industriegelände angelegt. Weitere Pläne für die auf fast 300.000 Einwohner angewachsene Stadt, wie die Errichtung der Stadthalle Magdeburg, eines neuen Rathauses und die Erstellung eines Generalbebauungsplanes konnten jedoch aufgrund des Beginns des Ersten Weltkriegs 1914 nicht weitergeführt werden. Den schwierigen Versorgungsaufgaben in dieser Zeit zeigte sich die Stadt, nicht zuletzt dank der Einnahmen aus der Gewerbesteuer der örtlichen Rüstungsindustrie, gewachsen.
Die deutsche Kriegsniederlage 1918 und die damit einhergehenden starken politischen und gesellschaftlichen Veränderungen empfand Reimarus als sehr schmerzlich. Hinzu kamen gesundheitliche Probleme. Ihm wurde Amtsmüdigkeit nachgesagt. Schwere Kritik traf ihn, als er Ende 1918 nicht zum Empfang eines von der Westfront zurückkehrenden Regiments auf dem Domplatz erschien. Er bat Ende Januar 1919 aus gesundheitlichen Gründen um seine Versetzung in den Ruhestand. Ende April des gleichen Jahres erfolgte dann auch tatsächlich seine Verabschiedung.
Er verstarb ein Jahr nach Aufgabe seines Amtes. Als besondere Verdienste werden Reimarus die Neuordnung des städtischen Finanzwesens und die Erweiterung des Herrenkrugparks, des Rotehornparks und des Vogelgesang-Parks zugerechnet.

## Ehrung
Noch zu seinen Lebzeiten wurde ein Weg im von ihm mitgestaltetem Rotehornpark ihm zu Ehren als Reimarusweg benannt.